# Otto Łacis
Otto Rudolfowicz Łacis (Otto Lācis, ros. Отто Рудольфович Лацис, ur. 22 czerwca 1934 w Moskwie, zm. 3 listopada 2005) – radziecki dziennikarz i działacz partyjny.

## Życiorys
Urodzony w rodzinie łotewskiego pochodzenia, 1956 ukończył Moskiewski Uniwersytet Państwowy, został doktorem nauk ekonomicznych, 1956-1975 pracował jako dziennikarz. Od 1959 członek KPZR, 1975-1986 pracownik Instytutu Ekonomiki Światowego Systemu Socjalistycznego Akademii Nauk ZSRR, 1986-1987 sprawozdawca polityczny. 1987-1991 I zastępca redaktora naczelnego pisma "Kommunist", 1991-1997 sprawozdawca polityczny "Izwiestii", następnie "Nowych Izwiestii". 1990-1991 członek KC KPZR.